# 知名町立知名中学校
知名町立知名中学校（ちなちょうりつ ちなちゅうがっこう）は、鹿児島県大島郡知名町瀬利覚にある町立中学校。沖永良部島にある。

## 部活動
- 野球部
- バレー部（男・女）
- バスケット部（男・女）
- 女子ソフトテニス部（女）
- サッカー部（男）
- 吹奏部

## 校則
- かつて男子生徒の髪型は丸刈りに決められていたが、現在は自由化されている。

## 卒業後の進路
- 卒業後は、沖永良部島で唯一の鹿児島県立沖永良部高等学校に多くの生徒が進学する。